# Petrisat, Alba
Petrisat (în maghiară Magyarpéterfalva, în germană Petersdorf) este o localitate componentă a municipiului Blaj din județul Alba, Transilvania, România.

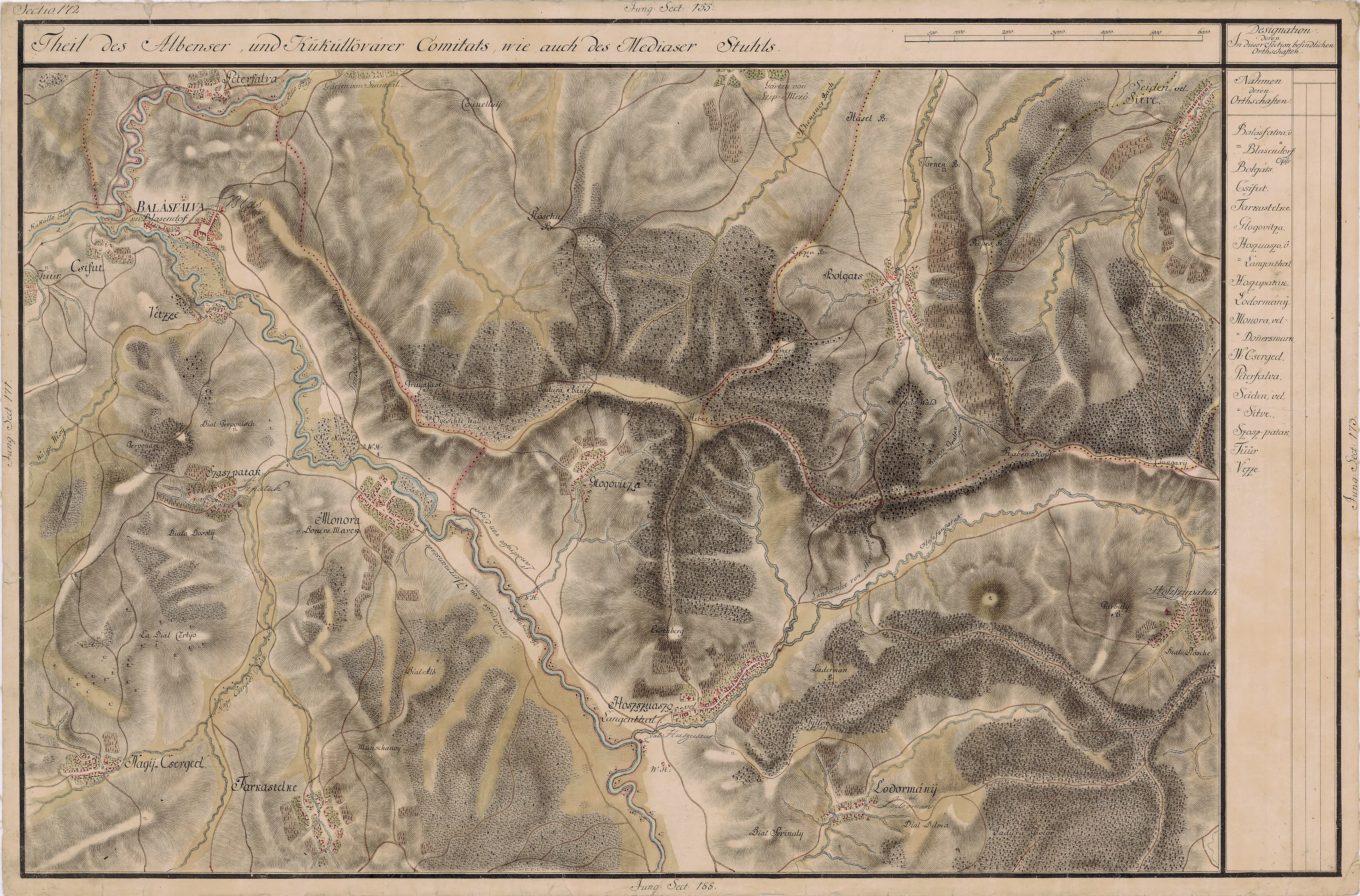
Petrisat (Péterfalva) pe Harta Iosefină a Transilvaniei,
1769-1773 (Sectio 172)

## Date geologice
Pe teritoriul acestei localități se găsesc izvoare sărate.

## Istoric
Pe Harta Iosefină a Transilvaniei din 1769-1773 (Sectio 172) localitatea apare sub numele de "Péterfalva".

## Personalități
- Jenő Szikszay (1921-1977), pedagog

## Monumente
- Biserica reformată din Petrisat, inițial romano-catolică, monument din secolul al XIII-lea

## Imagini

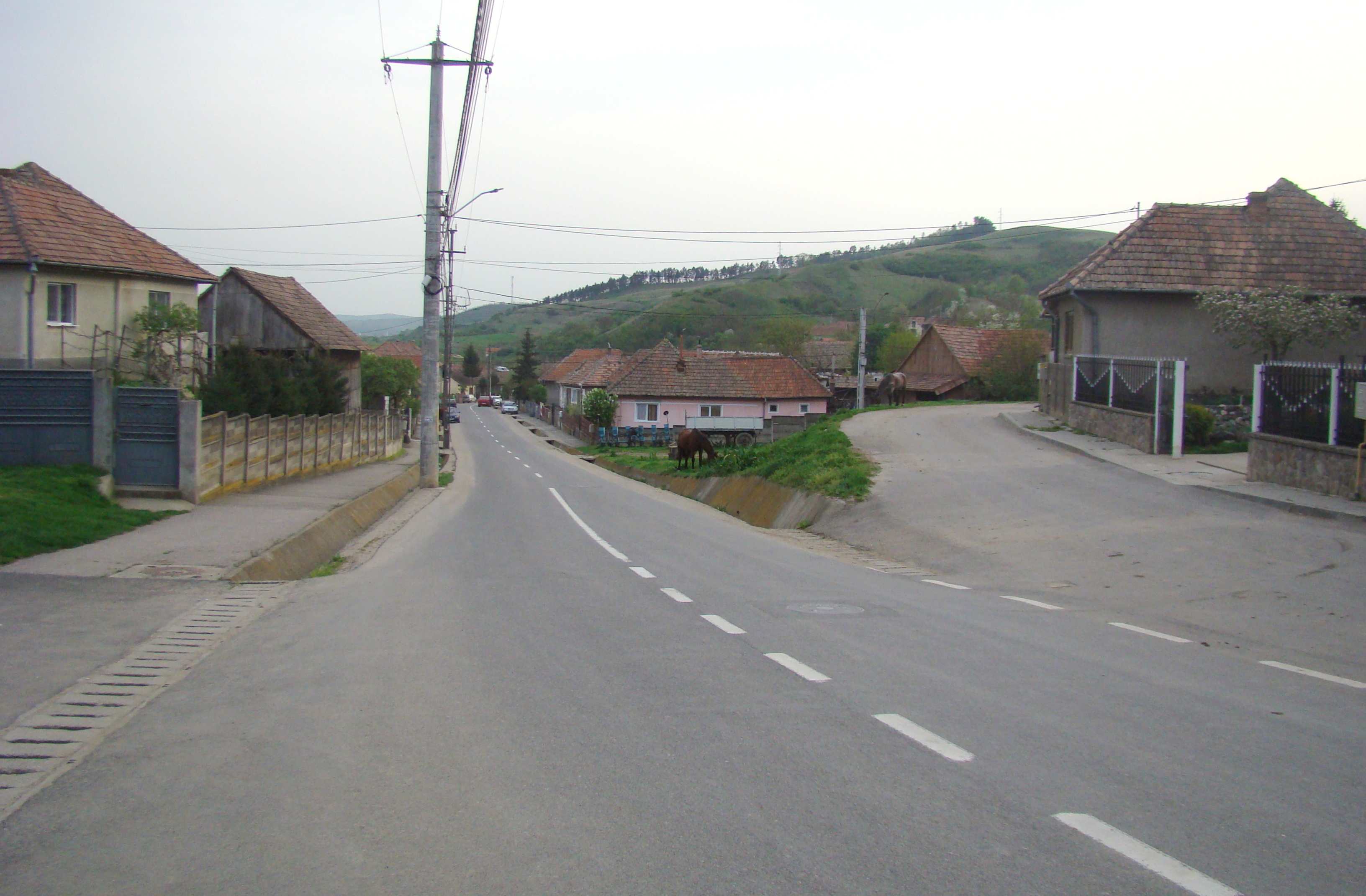
Strada principală
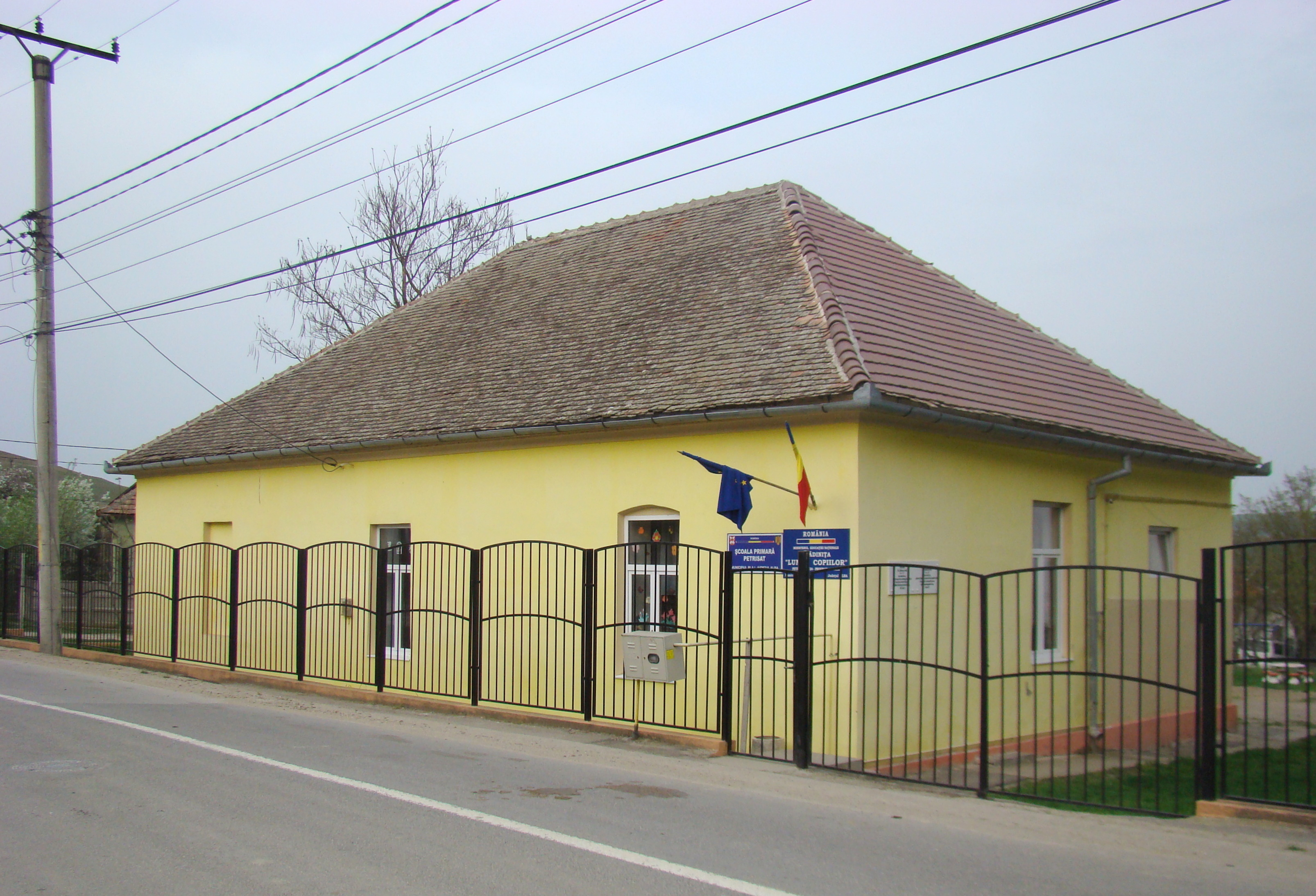
Şcoala
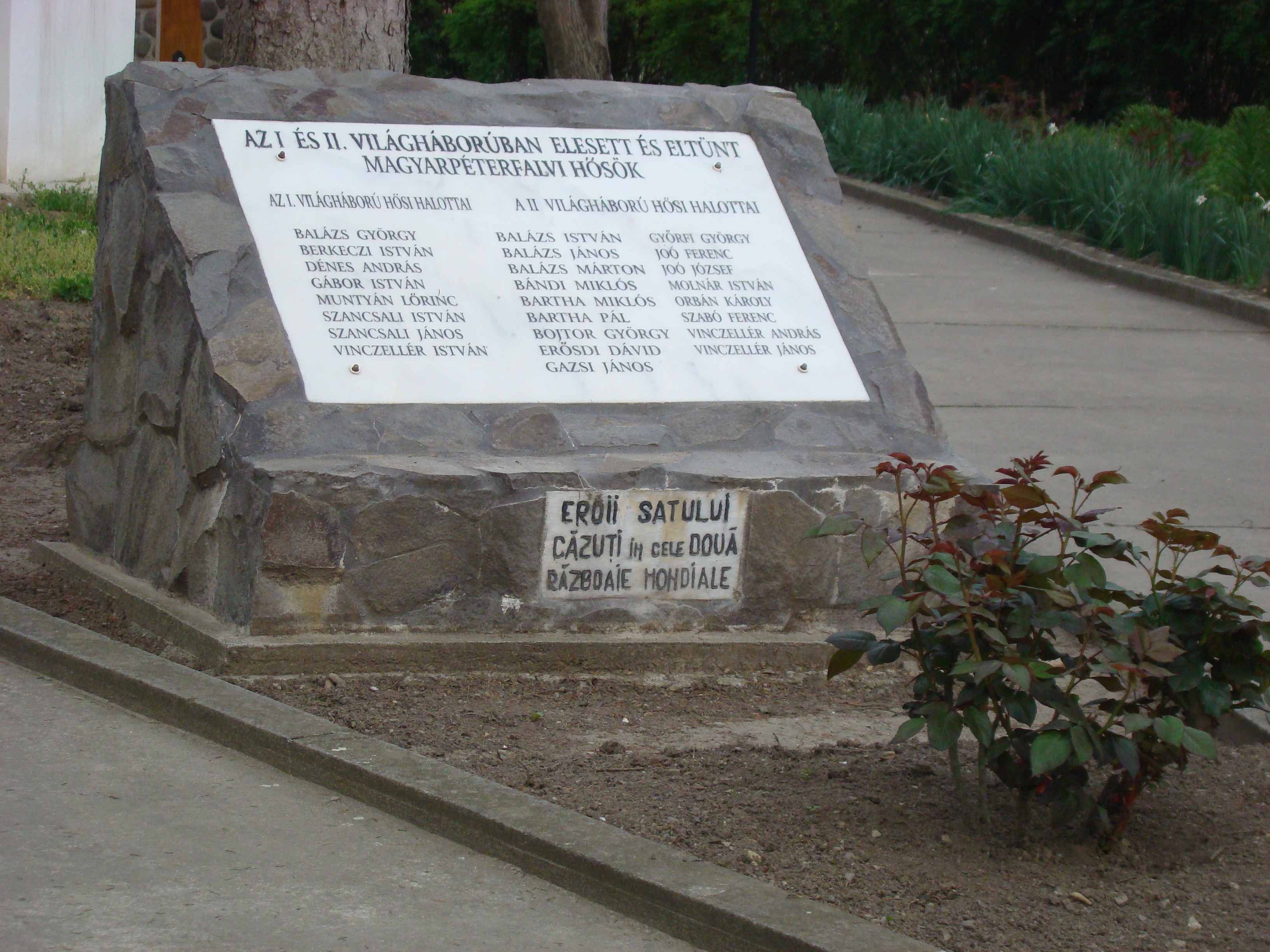
Eroii satului
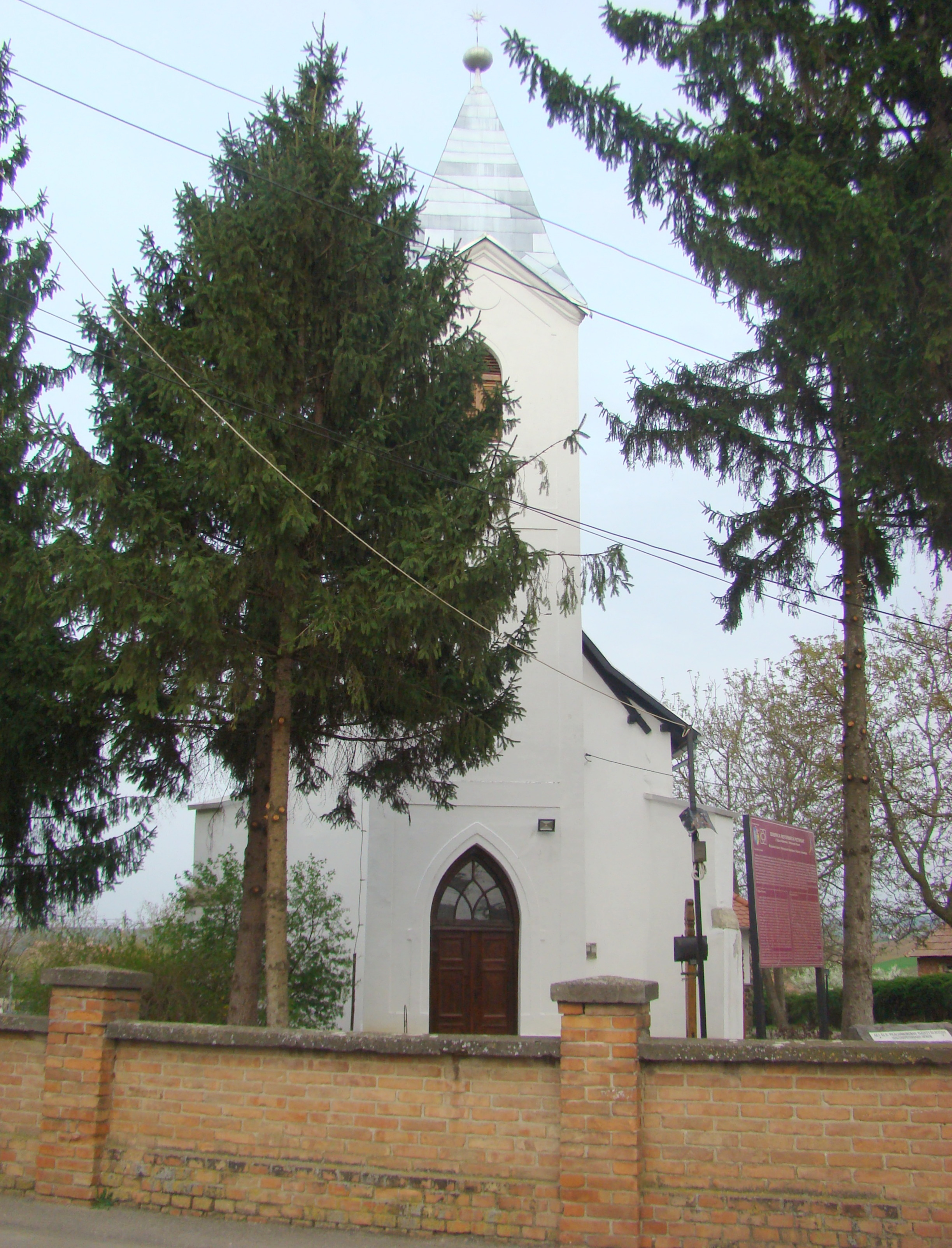
Biserica reformată

 Acest articol despre o localitate din județul Alba este deocamdată un ciot. Puteți ajuta Wikipedia prin completarea lui.